# Evropska pot E652
Evropska pot E652 je cesta in del vseevropskega cestnega omrežja, ki vodi iz Avstrije v Slovenijo v dolžini 51 km.
Trasa:  Celovec–Borovlje–Loibltunnel/Predor Ljubelj–Tržič–Naklo. 

## Slovenski del trase
V Sloveniji je to glavna cesta II. reda št. 101 v dolžini 19,422 km.
Trasa se prične v Podtaboru z odcepom od gorenjske avtoceste, poteka mimo Tržiča, kjer so zgrajene tri galerije (Fužine I. dolžine 79 m, Fužine II. dolžine 123 m in Fužine III. dolžine 70m) in manjši viadukt. Na celotni trasi je še 12 mostov, 15 podvozov, 8 nadvozov in še galerija pod begunjskim plazom dolžine 127 m. Galerija je bila zaradi slabih geoloških razmer na plazu in bližine hudournika Mošenik zgrajena kot predor v odprtem izkopu in kasneje zasuta. Skoznjo poteka tudi struga omenjenega potoka. Cesta ima širino 7,5 m od Podtabora do Tržiča in 7,0 m do Ljubelja z maksimalnim vzdolžnim nagibom 11%. Na trasi so tudi trije izvennivojski priključki, in sicer Podtabor, Bistrica (t. i. deteljica) in Podljubelj.

## Priključki
- E61
- E66